# (187514) Tainan
(187514) Tainan est un astéroïde de la ceinture principale.

## Description
(187514) Tainan est un astéroïde de la ceinture principale. Il fut découvert le 15 octobre 2006 à l'Observatoire de Lulin par Chi-Sheng Lin et Ye Quan-Zhi. Il présente une orbite caractérisée par un demi-grand axe de 2,69 UA, une excentricité de 0,22 et une inclinaison de 14,4° par rapport à l'écliptique.

## Compléments